# Оксиды железа

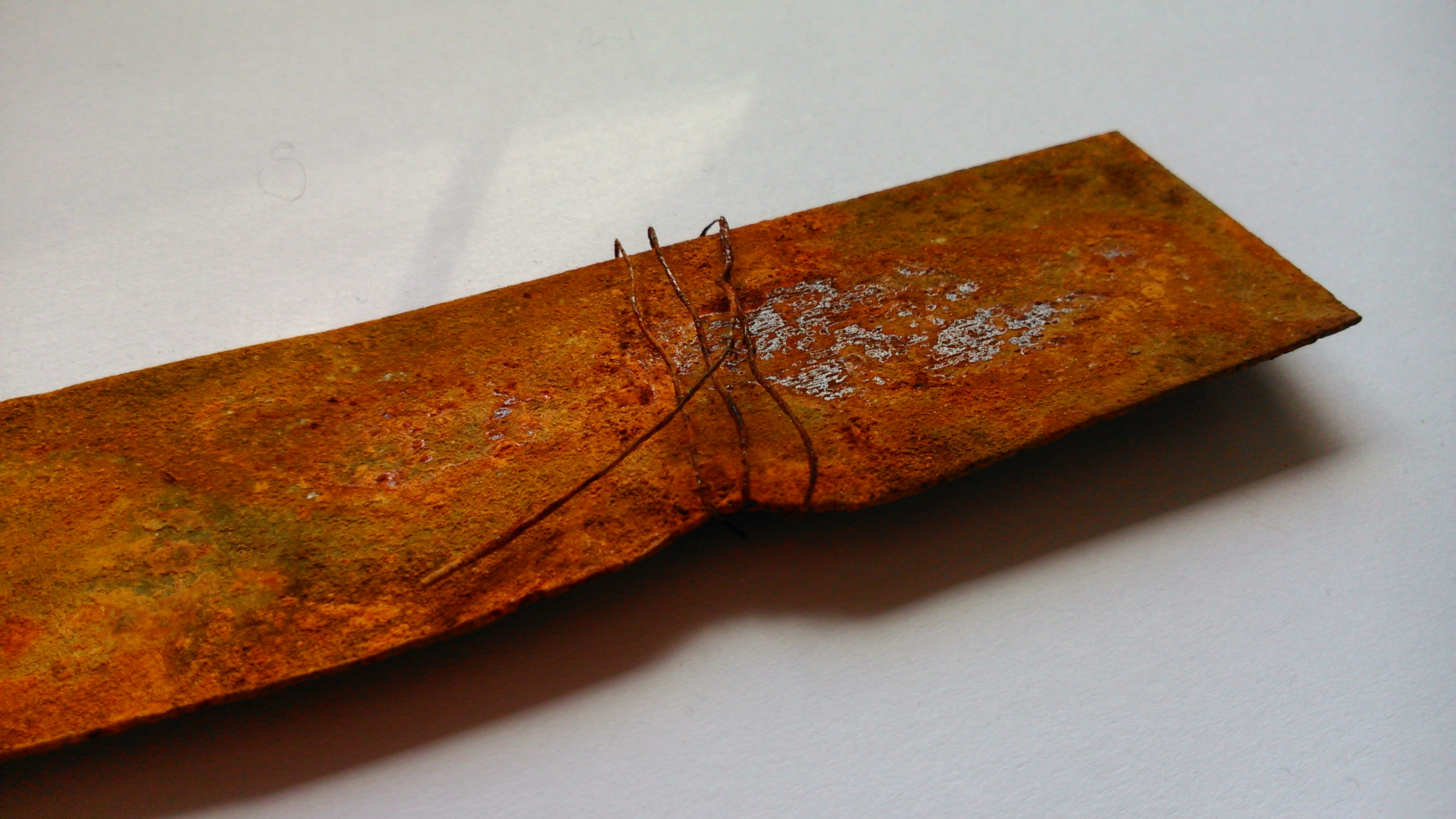
Электрохимически оксидированное железо (ржавчина)

Оксиды желе́за — соединения железа с кислородом.
Оксиды и оксигидроксиды железа широко распространены в природе и играют важную роль во многих геологических и биологических процессах. Они используются в качестве железных руд, пигментов, катализаторов, термитов и встречаются в гемоглобине. Оксиды железа являются недорогими и долговечными пигментами в красках, покрытиях и цветных бетонах. При использовании в качестве пищевого красителя в составе пищевых продуктов оксиды железа обозначаются E172.

## Стехиометрия
Оксиды железа содержат железо в степенях окисления 2 (Fe(II)), 3 (Fe(III)) или в обеих. Атомы железа в оксидах принимают октаэдрическую или тетраэдрическую координационную геометрию.Несколько оксидов железа распространены в земной коре в виде минералов, особенно вюстит, магнетит и гематит. Известно шестнадцать различных оксидов железа, из них наиболее распространены и изучены три:
| Название             | Формула | Температура плавления     | Температура кипения | Цвет              | Где содержится                                                            |
| -------------------- | ------- | ------------------------- | ------------------- | ----------------- | ------------------------------------------------------------------------- |
| Oксид железа(II)     | FeO     | 1377 °C                   | 3414 °C             | чёрный            | минерал вюстит                                                            |
| Oксид железа(III)    | Fe2O3   | 1566 °C                   | 1987 °C             | Красно-коричневый | минералы гематит и маггемит в альфа- и гамма-модификациях, соответственно |
| Oксид железа(II,III) | Fe3O4   | разл. 1538; 1590; 1594 °C | 2623 °C             | чёрный            | минерал магнетит                                                          |

Fe3O4 — сложный оксид, одновременно содержащий ионы железа(II) и железа(III).
Также известно еще несколько редких и малоизученных оксидов железа, стабильных или могущих оказаться стабильными при высоких давлениях:
- Fe4O5 - обнаружен рентеноструктурным анализом как одна из фаз при разложении сидерита FeCO3 при 1800 °K под давлением 10 ГПа[1]
- Fe5O6 - обнаружен микродифракционным анализом как одна из фаз при нагреве смеси гематита Fe2O3 и железа при 2000 °K под давлением 10-20 ГПа[2]
- Fe5O7, Fe25O32 обнаружены рентеноструктурным анализом и мессбауровской спектроскопией при разложении Fe2O3 и Fe3O4 при 2000 °K под давлением 60 ГПа как отдельные фазы[3]
- Fe13O19 - обнаружен рентеноструктурным анализом как одна из фаз при разложении сидероплезита (Fe,Mg)CO3 при 2650 °K под давлением 135 ГПа[4]
- FeO2 — пероксид железа(II), предсказанный на основании расчетов продукт разложения гетита FeOOH при давлении 76 ГПа[5]

## Реакции
В доменных печах и в подобных им металлургических установках оксиды железа восстанавливаются до металла. Типичными восстановителями являются различные формы углерода. Типичная реакция начинается с оксида железа:
{\displaystyle {\ce {2{Fe_{2}O_{3}}+3C\rightarrow 4{Fe}+3CO_{2}}}}

### В природе
Железо хранится во многих организмах в форме ферритина, который представляет собой оксид железа, заключённый в солюбилизирующую белковую оболочку.
Некоторые виды бактерий, в том числе Shewanella oneidensis, Geobacter sulfurreducens и Geobacter metallireducens, используют оксиды железа в качестве конечных акцепторов электронов.

## Использование
Почти все железные руды являются оксидами, поэтому в этом смысле эти материалы являются важными предшественниками металлического железа и многих его сплавов.
Оксиды железа являются важными пигментами, которые бывают разных цветов (чёрный, красный, жёлтый). Среди их многочисленных преимуществ: они недорогие, имеют яркие цвета и нетоксичные.
Магнетит является компонентом магнитных лент для записи.
Мелкодисперсный оксид железа(III) используется в качестве полирующего абразива (красный крокус).
Оксиды железа используются в химическом и нефтехимическом производстве в качестве катализаторов (синтез аммиака, диеновых мономеров и пр.).